# Akkerkool
Akkerkool (Lapsana communis) is een plant uit de composietenfamilie (Asteraceae). Er vormen zich kleine bloemhoofdjes op een vertakte stengel die tot 90 cm hoog kan worden. Akkerkool groeit op zowel bebouwde als onbebouwde grond, bijvoorbeeld langs wegen, dijken, in bossen en tegen muren.

## Kenmerken
Er zijn uitsluitend lintbloemen, die geel van kleur zijn. Het hoofdje heeft een doorsnede van 1,5–2 cm. Er bevinden zich smalle omwindselblaadjes om de bloem, die lijnvormig en stomp zijn.
De bloemen zijn langgesteeld. Er vormt zich een losse pluim van hoofdjes. De bloeiperiode loopt van juni tot augustus/september.
De stengels zijn tamelijk licht groen, vaak verspreid borstelharig maar bovenin kaal. De onderste bladeren zijn in omtrek langwerpig, aan de voet tot een steel versmald en verder liervormig veerdelig met een grote eindslip. Hoger aan de stengel zijn de bladeren ongedeeld en driehoekig- tot lancetvormig-eirond, getand en naar de voet versmald. De bovenste bladeren zijn lancetvormig.
Akkerkool draagt een nootje met ribben en zonder haarkroon.

## Gebruik
De bladeren van akkerkool kunnen verwerkt worden in salades en werken licht laxerend.